# Fissidens basilaris
Fissidens basilaris är en bladmossart som beskrevs av Georg Ernst Ludwig Hampe och C. Müller 1855. Fissidens basilaris ingår i släktet fickmossor, och familjen Fissidentaceae. Inga underarter finns listade i Catalogue of Life.